# Lagonda V12
Lagonda V12 är en personbil, tillverkad av den brittiska biltillverkaren Lagonda mellan 1937 och 1939.
Alltsedan W O Bentley lämnat sin gamla firma 1935 för Lagonda, hade han arbetat på en ny toppmodell. Motorn hade visats på bilsalongen i London hösten 1936. Det var en V12:a på 4,5 liter med en överliggande kamaxel per cylinderrad. Ett år senare var bilen klar för leveranser till kund. Chassit hade individuell hjulupphängning fram med torsionsstavar och hydrauliska bromsar. Trots att många chassin försågs med tunga limousine-karosser hade alla bilar en garanterad toppfart på 160 km/h. 1939 tog Lagonda två bilar till Le Mans där de slutade trea och fyra.
Modellen kallades vid presentationen “Bentleys bästa konstruktion”, något som Rolls-Royce snabbt satte stopp för. Men Bentleys motor var inte problemfri, bland annat drog den stora mängder av såväl bränsle som smörjolja. Dessutom saknades minst tjugo av de hästar som uppgavs i marknadsföringen. Bentley hann aldrig rätta till problemen, innan produktionen stoppades vid krigsutbrottet och efterkrigsekonomin tillät inte att man återupptog tillverkningen av en så stor modell.